# Esperança (ort)
Esperança är en ort i Brasilien.   Den ligger i kommunen Esperança och delstaten Paraíba, i den östra delen av landet, 1 600 km nordost om huvudstaden Brasília. Esperança ligger 610 meter över havet och antalet invånare är 18 817.
Terrängen runt Esperança är lite kuperad, och sluttar österut. Esperança är det största samhället i trakten.
Trakten runt Esperança består till största delen av jordbruksmark. Runt Esperança är det ganska tätbefolkat, med 192 invånare per kvadratkilometer.